# Nittel
Nittel est une municipalité allemande de la Verbandsgemeinde Konz située dans l'arrondissement de Trèves-Sarrebourg, en Rhénanie-Palatinat, dans l'ouest du pays.

## Géographie
La commune est délimitée à l’ouest par la frontière luxembourgeoise et la Moselle qui la séparent du canton de Grevenmacher.

### Quartiers
- Köllig
- Rehlingen

## Personnalités liées à la commune
Pierre-Joseph Hurth (1857-1935) : évêque missionnaire au Bengale oriental (actuel Bangladesh) puis aux Philippines 